# Yeison Rincón
Pour les articles homonymes, voir Rincón.
Rincón  Álvarez est un nom espagnol. Le premier nom de famille, en général paternel, est Rincón ; le second, en général maternel, souvent omis, est Álvarez.
Yeison Alejandro Rincón Álvarez, né le 18 août 1997 à San Félix dans le département de Caldas, est un coureur cycliste colombien.

## Repères biographiques
Natif de San Félix (es), corregimiento de Salamina, situé à une altitude moyenne de 3 000 mètres d'altitude, le coureur caldense a passé son enfance et même son adolescence à aider ses parents paysans, éleveurs laitiers et producteurs de pommes de terre et de légumes. Sa mère n'a pas soutenu son choix de choisir le cyclisme car elle aurait préféré qu'il choisisse de s'échapper de la rudesse du travail de la terre pour une profession moins difficile. Alors que son père est fier de lui et voit en lui ce qu'il ne put faire. Sa victoire dans le Tour du Guatemala espoirs 2017 lui apporta la notoriété au niveau local, lui amenant de nombreux sponsors. Comprenant qu'il pouvait en faire profiter ses concitoyens, il aide à la création du premier club cycliste de San Félix, une vingtaine de jeunes cyclistes incorporant le "Team San Félix". Issu d'une famille très croyante, chaque jour avant le début d'une course, il prie comme sa mère le fait pour lui.

## Palmarès et résultats

### Palmarès par année
- 2017
  - Vuelta de la Juventud Guatemala :
    - Classement général
    - 2e étape
- 2018
  -  Champion de Colombie sur route espoirs
- 2020
  - 6e étape du Tour de Colombie
- 2021
  - Vuelta al Tolima :
    - Classement général
    - 3e étape
- 2022
  - 2e du championnat de Colombie sur route

### Classements mondiaux
| Année                                 | 2019  | 2020 | 2021  | 2022 |
| ------------------------------------- | ----- | ---- | ----- | ---- |
| Classement mondial                    | 3039e | nc   | 2718e | 712e |
| UCI America Tour                      | 502e  | nc   | 477e  | 63e  |
|                                       |       |      |       |      |
| Légende : nc = non classéSource : UCI |       |      |       |      |